# Нижнее Тукбаево
Нижнее Тукбаево (баш. Түбәнге Тукбай) — деревня в Мечетлинском районе Республики Башкортостан Российской Федерации. Входит в состав Дуван-Мечетлинского сельсовета.

## География

### Географическое положение
Расстояние до:
- районного центра (Большеустьикинское): 39 км,
- центра сельсовета (Дуван-Мечетлино): 7 км,
- ближайшей ж/д станции (Сулея): 101 км.

## Население
| 1939 | 1959 | 1970 | 1979 | 1989 | 2002 | 2009 |
| ---- | ---- | ---- | ---- | ---- | ---- | ---- |
| 154  | ↘134 | ↗330 | ↘249 | ↘215 | ↗229 | ↗255 |
| 2010 |      |      |      |      |      |      |
| ↘227 |      |      |      |      |      |      |

Национальный состав
Согласно переписи 2002 года, преобладающая национальность — башкиры (100 %).